# Labirintul lui Pan
Labirintul lui Pan (spaniolă: El laberinto del fauno, cu sensul de Labirintul lui Faun) este un film mexicano-spaniol în genul fantezie neagră regizat de Guillermo del Toro. A fost produs și distribuit de Esperanto Films. Filmul a avut premiera la Festivalul de Film de la Cannes din 2006. 
Del Toro a declarat că el consideră povestea filmului ca fiind o parabolă -influențată de basme- și care se adresează și continuă teme din filmul său anterior Spectrul răzbunării (El Espinazo del Diablo, 2001), pentru care Labirintul lui Pan este un succesor spiritual, conform comentariilor lui del Toro de pe DVD-ul original al filmului. Titlul spaniol al filmului se referă la faunii (phaunos) din mitologia romană, în timp ce titlul în limba română, engleză, germană, franceză etc. se referă în mod specific la zeitatea greacă Pan asemănătoarea unui faun. Cu toate acestea, del Toro a declarat că faunul din film nu este Pan.

## Prezentare
În Spania fascistă a anului 1944, tânăra fiică vitregă a unui sadic ofițer de armată își găsește refugiu într-o lume fantastică, stranie dar captivantă.

## Distribuție
- Ivana Baquero ca Ofelia / Prințesa Moanna, un copil care ajunge să creadă că ea este reîncarnarea unei zâne-prințesă
- Doug Jones ca Faun / omul palid[6][7]
- Sergi López este Căpitanul Vidal, tatăl vitreg al Ofeliei, ofițer în Falanga Spaniolă
- Maribel Verdu ca Mercedes, menajera lui Vidal
- Ariadna Gil este Carmen, Regina Lumii de Dincolo, mama Ofeliei și soția lui Vidal.
- Álex Angulo ca Dr. Ferreiro, un medic în slujba lui Vidal, dar un anti-franchist. El este împușcat de către Vidal după ce își face cunoscute opiniile politice.
- Roger Casamajor ca Pedro, fratele Mercedesei și unul dintre rebeli.
- Manolo Solo as Garcés, unul dintre locotenenții lui Vidal.
- César Vea ca Serrano, unul dintre locotenenții lui Vidal.
- Federico Luppi ca Rege al Lumii de Dincolo, tatăl Ofeliei
- Pablo Adán ca Narator / Vocea lui Faun

## Vezi și
- Listă de filme științifico-fantastice, fantastice și de groază despre cel de-al Doilea Război Mondial